# ミドリヤマセミ

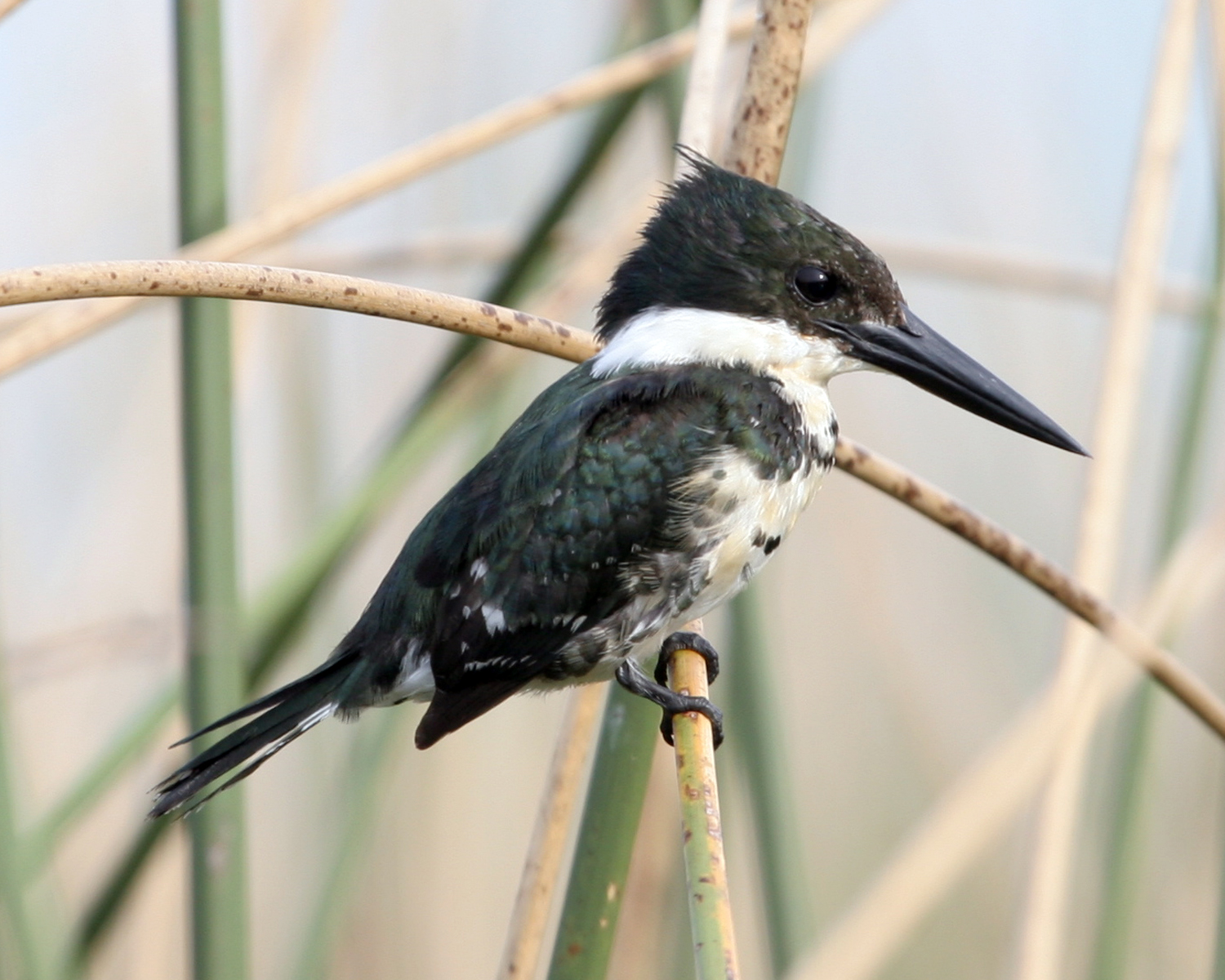
雌（イベラ湿原 Ibera wetlands、アルゼンチン）

ミドリヤマセミ (Chloroceryle americana) は、アメリカのテキサス州南部から中央アメリカ、南アメリカのアルゼンチン中部まで、留鳥として生息する小形のカワセミ科の鳥である。

## 形態
全長19-22cm、体重27g。尾は比較的長いが、長い嘴をもつ典型的なカワセミ科の形態をしている。上面は光沢のある緑色で、くびの周りは白い。翼と尾に白斑があり、飛ぶと外側尾羽の白色部が目立つ。
雄は、広い褐色の胸帯と、脇にいくらか緑色の斑があり、下部は白い。雌は、緑色の胸帯が2本あり、下部は淡白色である。

## 生態
森林やマングローブの生える河川で繁殖する。巣は、川の斜面に1メートル以内の水平な穴の中に作られる。雌は3個、ときに4個の卵を産む。
頭から飛び込んで魚を捕食する前に、水近くの低い枝影などにとまっているのがしばしば見られる。また水生昆虫も食べる。

## 亜種
この種は、棲息環境などで異なる形質を示し、5つの亜種がある。
- C. a. americana は、 アンデス山脈東部の南アメリカ北部から、ボリビア、ブラジルまで生息する。
- C. a. mathewsii は、americana より南の地域、アルゼンチン北部まで生息する。
- C. a. hachisukai は、アメリカ南西部からメキシコで次の亜種となるまで生息する。
- C. a. septentrionalis は、メキシコからベネズエラで americana となるまで生息する。
- C. a. cabanisii は、チリ北部、ペルーおよびエクアドル西部、コロンビアでamericana となるまで生息する。

トリニダード・トバゴのものは、普通 C. a. americana に含まれるが、大陸のものよりさらに大きく重い嘴をもっており、ときに亜種 C. a. croteta として切り離される。